# Casarano Calcio 1986-1987
Questa pagina raccoglie le informazioni riguardanti il Casarano Calcio nelle competizioni ufficiali della stagione 1986-1987.

## Rosa
| N. |                   | Ruolo | Calciatore        |
| -- | ----------------- | ----- | ----------------- |
|    | Italia (bandiera) | D     | Raffaele Barrella |
|    | Italia (bandiera) | C     | Piero Bianco      |
|    | Italia (bandiera) | D     | Marco Carrozzo    |
|    | Italia (bandiera) | D     | Gaetano Coletta   |
|    | Italia (bandiera) | C     | Angelo Corsini    |
|    | Italia (bandiera) | D     | Gaetano Costa     |
|    | Italia (bandiera) | P     | Leopoldo Grimaldi |
|    | Italia (bandiera) | D     | Stefano Longo     |
|    | Italia (bandiera) | C     | Sandro Magnini    |

| N. |                   | Ruolo | Calciatore            |
| -- | ----------------- | ----- | --------------------- |
|    | Italia (bandiera) | A     | Vincenzo Mazzeo       |
|    | Italia (bandiera) | P     | Giuseppe Moro         |
|    | Italia (bandiera) | C     | Gianfranco Palmisano  |
|    | Italia (bandiera) | C     | Giampaolo Pellegrini  |
|    | Italia (bandiera) | D     | Osvaldo Prete         |
|    | Italia (bandiera) | A     | Cosimo Recchia        |
|    | Italia (bandiera) | D     | Alessandro Scarabelli |
|    | Italia (bandiera) | D     | Giuseppe Secchi       |
|    | Italia (bandiera) | C     | Paolo Valori          |

## Risultati

### Campionato

#### Girone di andata
| 21 settembre 1986 1ª giornata | Casarano | 1 – 0 | Francavilla |  |

| 28 settembre 1986 2ª giornata | Vis Pesaro | 1 – 1 | Casarano |  |

| 5 ottobre 1986 3ª giornata | Casarano | 3 – 1 | Civitanovese |  |

| 12 ottobre 1986 4ª giornata | Matera | 0 – 2 | Casarano |  |

| 19 ottobre 1986 5ª giornata | Casarano | 2 – 1 | Angizia Luco |  |

| 26 ottobre 1986 6ª giornata | Giulianova | 3 – 1 | Casarano |  |

| 2 novembre 1986 7ª giornata | Casarano | 0 – 0 | Perugia |  |

| 9 novembre 1986 8ª giornata | Cesenatico | 1 – 0 | Casarano |  |

| 16 novembre 1986 9ª giornata | Pro Italia Galatina | 0 – 0 | Casarano |  |

| 23 novembre 1986 10ª giornata | Casarano | 2 – 0 | Bisceglie |  |

| 30 novembre 1986 11ª giornata | Ravenna | 1 – 0 | Casarano |  |

| 7 dicembre 1986 12ª giornata | Casarano | 0 – 0 | Forlì |  |

| 14 dicembre 1986 13ª giornata | Ternana | 1 – 0 | Casarano |  |

| 21 dicembre 1986 14ª giornata | Casarano | 1 – 0 | Fidelis Andria |  |

| 4 gennaio 1987 15ª giornata | Lanciano | 1 – 1 | Casarano |  |

| 11 gennaio 1987 16ª giornata | Casarano | 1 – 0 | Maceratese |  |

| 18 gennaio 1987 17ª giornata | Jesi | 0 – 0 | Casarano |  |

#### Girone di ritorno
| 25 gennaio 1987 18ª giornata | Francavilla | 2 – 1 | Casarano |  |

| 1º febbraio 1987 19ª giornata | Casarano | 1 – 1 | Vis Pesaro |  |

| 8 febbraio 1987 20ª giornata | Civitanovese | 1 – 1 | Casarano |  |

| 15 febbraio 1987 21ª giornata | Casarano | 0 – 0 | Matera |  |

| 22 febbraio 1987 22ª giornata | Angizia Luco | 2 – 1 | Casarano |  |

| 1º marzo 1987 23ª giornata | Casarano | 0 – 0 | Giulianova |  |

| 8 marzo 1987 24ª giornata | Perugia | 0 – 0 | Casarano |  |

| 15 marzo 1987 25ª giornata | Casarano | 1 – 0 | Cesenatico |  |

| 29 marzo 1987 26ª giornata | Casarano | 2 – 0 | Pro Italia Galatina |  |

| 5 aprile 1987 27ª giornata | Bisceglie | 1 – 4 | Casarano |  |

| 18 aprile 1987 28ª giornata | Casarano | 1 – 0 | Ravenna |  |

| 26 aprile 1987 29ª giornata | Forlì | 2 – 0 | Casarano |  |

| 3 maggio 1987 30ª giornata | Casarano | 0 – 0 | Ternana |  |

| 17 maggio 1987 31ª giornata | Fidelis Andria | 2 – 1 | Casarano |  |

| 24 maggio 1987 32ª giornata | Casarano | 2 – 0 | Lanciano |  |

| 31 maggio 1987 33ª giornata | Maceratese | 2 – 3 | Casarano |  |

| 7 giugno 1987 34ª giornata | Casarano | 2 – 1 | Jesi |  |